# Schinschlucht
Die Schinschlucht (auch Schynschlucht geschrieben; kurz Schin genannt) ist eine  Schlucht im Schweizer Kanton Graubünden. Durch das Engnis fliesst die Albula auf ihrem letzten Abschnitt. Bedeutende Verkehrswege führen durch die Schinschlucht, die als Teil des Gebiets «Rhätische Bahn in der Kulturlandschaft Albula/Bernina» seit 2008 zum UNESCO-Welterbe gehört.

## Geografie
Durch die etwa neun Kilometer lange Schlucht fliesst die Albula in nordwestlicher Richtung von Tiefencastel und Alvaschein in der Gemeinde Albula/Alvra in der Region Albula nach Sils im Domleschg in der Region Viamala, wo sie zwei Kilometer unterhalb der Schluchtpassage in den Hinterrhein mündet. Bei Tiefencastel liegt das Flussbett der Albula auf der Höhe von 830 m ü. M. und am unteren Ende der Schlucht auf 670 m ü. M. Auf dieser Flussstrecke münden mehrere Wildbäche in die Albula, die grössten davon sind der Heidbach (rätoromanisch Rain digl Lai), der Stirvabach, der Grossbach und der Prodavosbach.
Im oberen Abschnitt der Schlucht ist die Albula im Stausee Solis der Kraftwerke Mittelbünden gefasst. Das Wasser aus dem See wird durch einen Stollen im südlichen Berghang geleitet und im EWZ-Kraftwerk beim unteren Schluchtausgang turbiniert. Das aus dem Heidbach abgeleitete Wasser wird im Kraftwerk Solis des Heidseewerks genutzt. Am Nordhang der Schinschlucht verlaufen überregionale Elektrizitäts-Uebertragungsleitungen; neben der Albulaleitung auch die Hochspannungsleitung vom EWZ-Kraftwerk Tiefencastel West nach Sils.

## Verkehrsgeschichte
Der Name des Schlucht stammt von der rund 800 m hohen und über 20 m breiten fast senkrechten Felswand (Schyn oder Moir) auf der Nordseite, die rund 500 m über dem Talgrund vom früheren Verbindungsweg, dem «Alten Schyn», durchquert wird. Heute ist dieser Weg, stellenweise etwas verbreitert und gegen die ständige Steinschlaggefahr gut gesichert, eine spektakuläre Wanderroute.
Durch die Schinschlucht sind die beiden schon in der spätrömischen Karte Tabula Peutingeriana eingezeichneten überregionalen Verkehrsrouten vom Bodenseeraum und Chur nach Italien verbunden:
- die «obere Strasse» über die Lenzerheide, Tiefencastel, das Oberhalbstein sowie über Julier/Maloja oder Septimer ins Veltlin und
- die «untere Strasse» durch das Domleschg, die Viamala-Schlucht, den Splügenpass ins Veltlin oder über den San-Bernardino-Pass ins Tessin.

In einem Vazer Urbar von 1330 ist eine Örtlichkeit hof bi dien bruggen zwischen Obervaz und Solis erwähnt. An dieser Stelle etwas unterhalb der aktuellen Soliser Brücken befand sich seit dem Mittelalter der Flussübergang am Weg von Obervaz in das südliche Nachbartal Schams.
Hoch über der Albula verläuft die Hauptstrasse 417 von Thusis nach Tiefencastel, im westlichen Teil am Südhang und oberhalb der Solisbrücken am Nordhang. Noch in den 1970er-Jahren war die damals schmale Strasse mit vielen Tunneln nur «sehr langsam und vorsichtig» zu befahren, heute ist dieser Bereich mit zwei längeren Strassentunneln ausgebaut. Die alte Kantonsstrasse durch die Schlucht ist bei Passmal nach Hangrutschungen und Steinschlägen nicht mehr durchgehend begehbar. In der Mitte der Schlucht zweigt die in 21 Haarnadelkurven nach Mutten verlaufende Bergstrasse ab. Sie ist heute für den Autoverkehr ersetzt durch die breite, flachere und weniger kurvenreiche Strasse mit einem langen Tunnel über Solis und durch das Muttner Tobel.
Durch die Schlucht verläuft, auf den gleichen Hangseiten wie die Strasse, die Bahnverbindung der Rhätischen Bahn von Chur über Tiefencastel und durch den Albulatunnel ins Engadin. Die Bahn überquert die Albula auf dem Soliser Viadukt und führt mit 13 Tunneln durch die Berglandschaft.
In der Kulturlandschaft an der Schinschlucht befinden sich bedeutende historische Bauwerke wie die Ruine der Burg Campell, die Burgstelle Nivagl und die karolingische Klosterkirche Sankt Peter von Mistail. Diese Monumente zählen zusammen mit den Kunstbauten der Verkehrswege zu den kulturgeschichtlichen Qualitäten der UNESCO-Welterberegion «Rhätische Bahn in der Kulturlandschaft Albula/Bernina».

## Bilder
|  |  |  |  |